# Колібрі-німфа перуанський
Колі́брі-ні́мфа перуанський (Heliangelus regalis) — вид серпокрильцеподібних птахів родини колібрієвих (Trochilidae). Мешкає в Еквадорі і Перу.

## Опис
Довжина птахів становить 10-12 см, вага 3,4-4,5 г. Дзьоб прямий, чорний, довжиною 14 мм. Самці вирізняються серед інших самців колібрі-німф тим, що мають повністю темно-синє забарвлення. У представників номінативного підвиду оперення має легкий відблиск, а над дзьобом у них є райдужна пляма. У самців підвиду H. r. johnsoni все оперення має райдужний відблиск, особливо виражений на тімені, горлі і верхній частині грудей. У представників номінативного підвиду хвіст темно-фіолетовий з металевим відблиском, глибоко роздвоєний, у представників підвиду H. r. johnsoni хвіст має індиговий відтінок.
Забарвлення самиць перуанських колібрі німф подібне до забарвлення інших самиць роду Heliangelus. Верхня частина тіла у них темно-зелена, нижня частина тіла у них яскраво-коричнева, поцяткована бронзово-зеленими круглими плямами. На горлі і грудях у них є охристий "комір". Хвіст менш роздвоєний, ніж у самців. У самиць номінативного підвиду хвіст синювато-чорний, а у самиць підвиду H. r. johnsoni — індиговий, як у самців. Забарвлення молодих птахів є подібне до забарвлення самиць, однак горло у них поцятковане не зеленими, а сірими плямами. У самців синій відтінок в оперенні спочатку з'являється на "комірі".

## Підвиди
Виділяють два підвиди:
- H. r. johnsoni Graves, GR, Lane, O'Neill & Valqui, 2011[5] — гори Кордильєра-Азул[es] в регіоні Лорето на півночі Перу;
- H. r. regalis Fitzpatrick, Willard & Terborgh, 1979 — Анди на південному сході Еквадору (Самора-Чинчипе)[6], гори Кордильєра-дель-Кондор в перуанських регіонах Кахамарка і Амазонас і сідні схили Анд в перуанських регіонах Сан-Мартін і Лорето.

## Поширення і екологія
Перуанські колібрі-німфи живуть у високогірних сухих заростях, представлених невисокими деревами і невеликими чагарниками, що формують перехідну зону між сухими високогірними саванами і вологими карликовими лісами, а також в каньойнах, серед пісковикових виступів і скель та на високогірних луках парамо в Еквадорі. Зустрічаються переважно на висоті від 1500 до 2200 м над рівнем моря, спостерігалися на висоті від 550 до 700 м над рівнем моря. Під час негніздового періоду зустрічаються у більш широкому висотному діапазоні, причому самиці на більш низьких висотах, ніж самці.
Перуанські колібрі-німфи живляться нектаром квітучих чагарників і невисоких дерев, а також комахами, яких ловлять в польоті. Під час живлення нектаром птахи чіпляються лапами за суцвіття. Самці захищають кормові території. Сезон розмноження триває з липня по вересень. В кладці 2 білих яйця.

## Збереження
МСОП класифікує стан збереження цього виду як близький до загрозливого. За оцінками дослідників, популяція перуанських колібрі-німф становить від 5 до 12,5 тисяч птахів. Їм загрожує знищення природного середовища.